# 扎里恰 (比洛希爾亞市鎮)
50°11′49″N 26°18′20″E / 50.19694°N 26.30556°E
扎里恰（羅馬化：Zarichchia）是烏克蘭西部赫梅利尼茨基州舍佩蒂夫卡區比洛希爾亞市鎮的村莊，該村面積0.05平方公里，海拔高度212米，2001年人口72，人口密度每平方公里1,469.4人。